# Digital Radio Mondiale

Logo Digital Radio Mondiale

Digital Radio Mondiale (DRM) ist ein schmalbandiges (4,5…20 kHz) digitales Rundfunksystem, geplant als Ersatz für den amplitudenmodulierten Rundfunk auf Lang-, Mittel- und Kurzwelle. Hauptaugenmerk lag dabei auf Kompatibilität der benutzten Frequenzen und Bandbreiten, einer wesentlich besseren Qualität als bei der analogen Amplitudenmodulation und Robustheit des Empfangs auch bei widrigen Empfangsbedingungen, d. h. bei Fernempfang.
Das ebenfalls spezifizierte DRM+ führt diese Idee im UKW-Bereich auf breiteren Bändern (100 kHz) und besserer Qualität (bei Datenraten von 37…185 kbps statt bei typ. 5…15 kbps) fort.

## Entwicklung und Geschichte
Digital Radio Mondiale (DRM) ist ein schmalbandiges digitales Rundfunksystem zur Verbreitung von bis zu vier Diensten in einem Multiplex. Das System wurde für digitale Ausstrahlungen auf Lang-, Mittel- und Kurzwellenbändern ab 1998 entwickelt und der neue Standard im Jahr 2003 anlässlich der in Genf stattfindenden Welt-Funk-Verwaltungskonferenz vorgestellt. Auf der Internationalen Funkausstellung in Berlin 2005 wurden erste Prototypen von Empfangsgeräten präsentiert. In den 2010er Jahren erfolgte die Einführung vor allem in Europa. Jedoch wurden kaum Empfangsgeräte produziert, die Verbreitung ist gering und mit Stand 2019 senden nur noch wenige Rundfunkanstalten in DRM. In Indien konnte eine gewisse Abdeckung mit DRM-Empfangsgeräten bis 2016 erreicht werden.
Die vier Dienste von DRM setzen sich in der Regel aus einer Kombination von bis zu drei Hörfunkprogrammen (mit MPEG xHE-AAC oder MPEG-4 HE-AAC v2 Audio-Codierung sowie zugehörigen Multimediainformationen) und Datendiensten zusammen. DRM ist ein offener ETSI-Standard und bei der ITU als digitales Rundfunksystem für den weltweiten Einsatz in ihren technischen Empfehlungen aufgenommen.

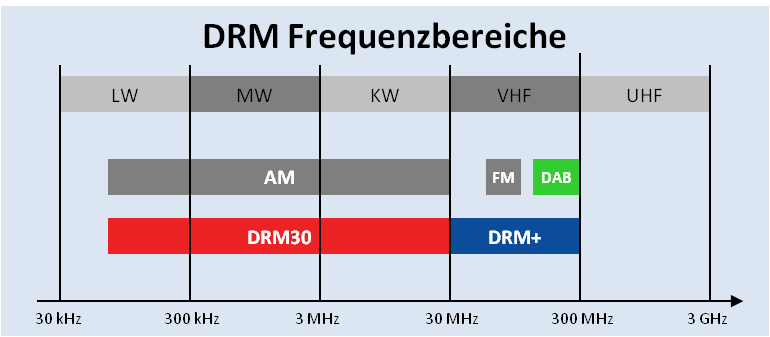
DRM-Frequenzbereiche

DRM umfasst diverse Signal-Konfigurationen für die digitale Verbreitung von Rundfunkangeboten über OFDM-Sender in folgenden Frequenzbereichen:
- in den Lang-, Mittel- und Kurzwellenbändern bis 30 MHz (genannt „DRM30“) mit den vier OFDM-Übertragungsmodi A, B, C und D und einer Bandbreite von 4,5 kHz bis 20 kHz, kompatibel zu den international verwendeten Kanalabständen,
- in den VHF-Bändern I–III von 30 MHz bis 300 MHz mit dem OFDM-Übertragungsmodus E (genannt „DRM+“) und einer Bandbreite von 100 kHz; damit kann DRM rasterkonform im UKW-Bereich (87,5–108 MHz) und gemeinsam mit DAB/DAB+ auch im VHF-Band III (174–230 MHz) eingesetzt werden.

Die Entwicklung und die weltweite Markteinführung von DRM wird vom internationalen DRM Konsortium unterstützt, das am 4. März 1998 durch zwanzig der weltweit wichtigsten internationalen Rundfunkunternehmen und führenden Organisationen der Medienbranche sowie Hersteller von Empfangsgeräten in Guangzhou/China gegründet wurde. Es hat seinen offiziellen Sitz bei der Europäischen Rundfunkunion (EBU) in Genf, das Projektbüro befindet sich gegenwärtig bei der BBC in London.
In Deutschland wurde im Jahr 2003 das Deutsche DRM-Forum als offener Zusammenschluss der interessierten Marktbeteiligten zur Einführung von DRM in Deutschland und benachbarten Staaten gegründet.
Seit mehreren Jahren (Stand 2018) zeigt sich, dass sich DRM als technisches System nicht durchgesetzt hat. Die ARD, die sich durch die Deutsche Welle zunächst bei dieser Technik engagiert hatte, hat sich aus dem DRM-System vollständig zurückgezogen.
Eine Reihe von Ländern hat DRM übernommen.

## Aktuelle Situation
Mit Stand 2024 wird DRM im asiatischen Raum hauptsächlich in Indien (Mittelwelle), Indonesien, Pakistan, China und Ozeanien genutzt, wobei nach wie vor Engpässe bei der Verfügbarkeit von Empfängern vorhanden sind. Die EWF (englisch Emergency Warning Function) spielt dabei zur Katastrophenwarnung eine große Rolle. Die Situation in Europa sieht sowohl bei empfangbaren Sendern wie auch bei verfügbaren Empfängern anders aus. Europa ist mit UKW (FM) und DAB+ rundfunktechnisch über terrestrische Verbreitungswege bestens versorgt.
Stand Januar 2024 sind in Mitteleuropa folgende Sender mit Hochantenne empfangbar:
- BBC (Woofferton, 1 h/Tag, englisch)
- Radio Romania International (Țigănești und Bacău, 2,5 h/Tag, rumänisch)
- Ministry of Information Kuwait (Sulaibiyah, DX-Empfang, 3,7 h/Tag, arabisch)[7]

Siehe auch Liste digitaler Lang-, Mittel- und Kurzwellenrundfunksender (teilweise veraltet, meist abgeschaltet)
Bei Empfängern ist man im Wesentlichen auf Software Defined Radio (SDR) oder Selbstbauprojekte angewiesen, die Serienfertigung wurde in den frühen 2010er Jahren eingestellt.

## DRM-Systemtechnik

### Systemkomponenten

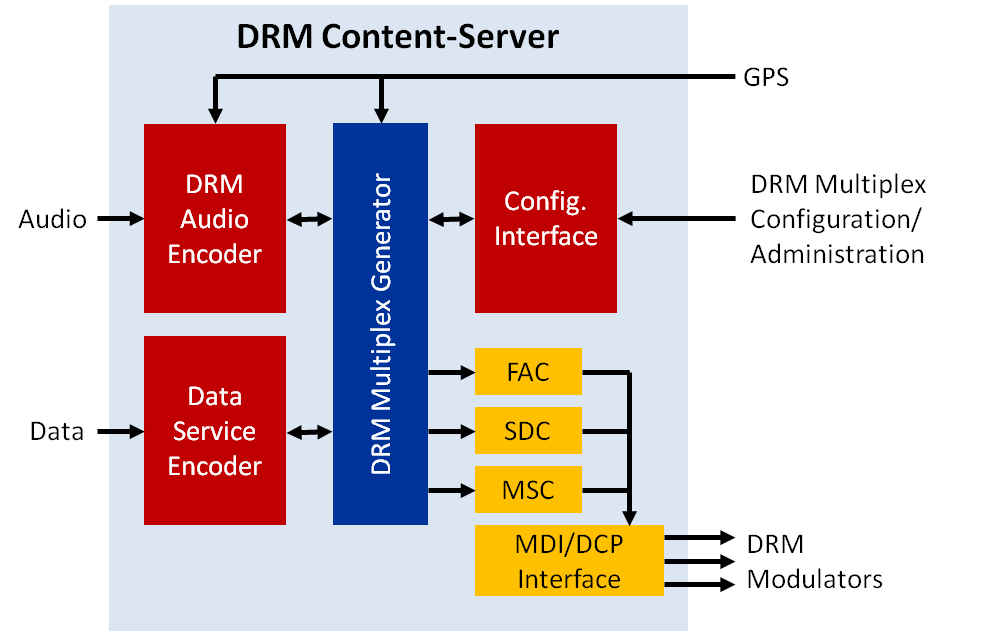
DRM-Content-Server

Die Konfiguration des Basisbandsignals zur Übertragung von Audio- und Datendiensten über DRM bis zur Generierung des OFDM-Signals zur Abstrahlung über einen Sender wird in zwei wesentlichen Funktionseinheiten realisiert: dem DRM Content-Server und dem DRM-Modulator.

#### DRM Content-Server
Der DRM Content-Server mit den Audio- und Datendienst-Encodern für ein Sendesignal und dem Multiplexer dient zur Zusammenführung der Inhalte im Main Service Channel (MSC). Zusätzlich werden im Multiplexsignal noch der Fast Access Channel (FAC) und der Service Description Channel (SDC) eingefügt. Diese beiden Kanäle beinhalten Parameter zur Identifikation der übertragenen Inhalte und der Übertragungsparameter zum Empfang des DRM-Signals. Über das Multiplex Distribution Interface (MDI) wird das gesamte Multiplex-Signal mithilfe des sogenannten Distribution and Communications Protocol (DCP) weitergeleitet.

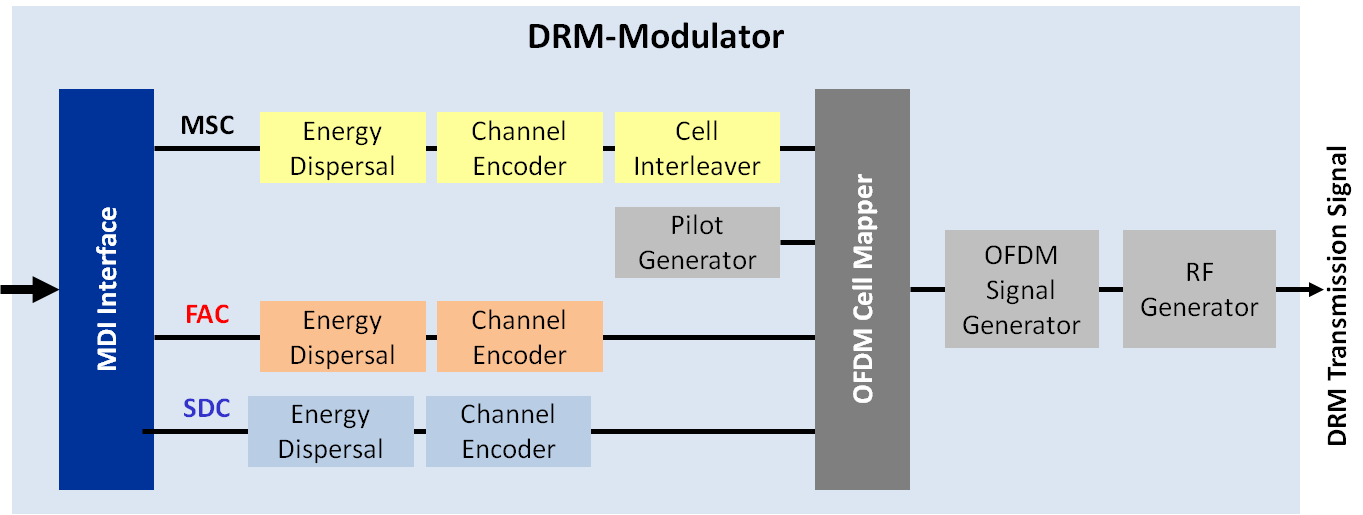
DRM-Modulator

#### DRM-Modulator
Der DRM-Modulator übernimmt die Kanalcodierung für den MSC, den FAC und den SDC separat mit einer Energieverwischung und einem Faltungscoder. Der MSC durchläuft zusätzlich noch einen Time-Interleaver. Außerdem werden die Pilotsignale für die Kanalschätzung des OFDM-Signals erzeugt. Danach wird der Rahmen für das eigentliche OFDM-Signal generiert, das als HF-Signal auf die gewünschte Sendefrequenz aufmoduliert wird.

#### MDI/DCP-Signalzuführung

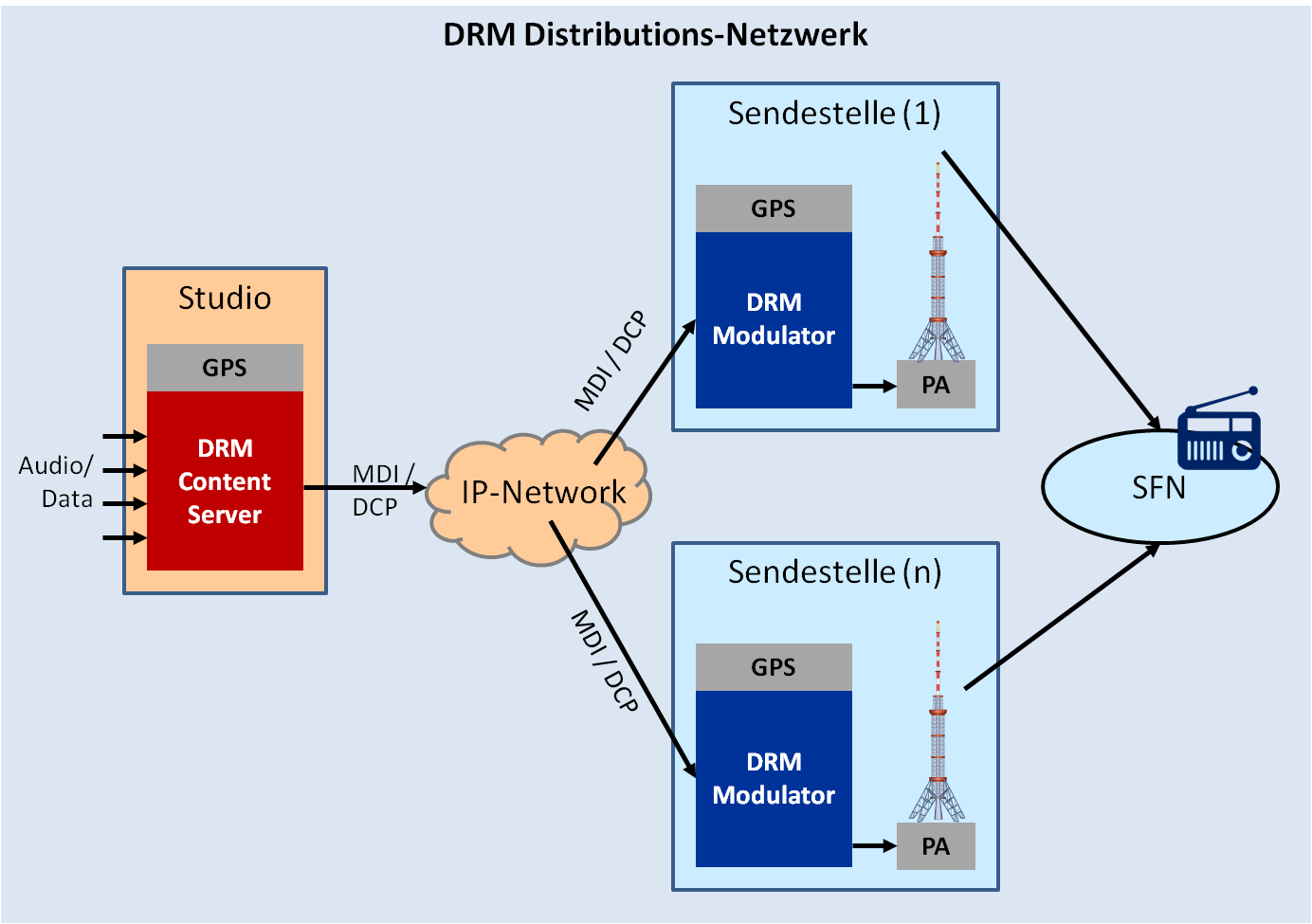
DRM-Distributions-Netzwerk

Üblicherweise wird das DRM-Mulitplexsignal im Studio mit dem DRM-Content-Server zusammengestellt, konfiguriert und über das Multiplex Distribution Interface (MDI) mit dem Distribution and Communications Protocol (DCP) dem DRM-Modulator an den jeweiligen Sendestandorten zugeführt.
Das MDI/DCP-Signal enthält den eigentlichen DRM-Multiplex (bestehend aus MSC, FAC, SDC), alle Informationen für den DRM-Modulator (OFDM-Mode, Zeitstempel für SFN-Betrieb, sendernetzspezifische Angaben usw.) sowie weitere spezifische Angaben und zusätzliche Fehlerschutzdaten. Die Bitrate des MDI/DCP-Datenstroms ist im einfachsten Fall nur um ca. 20 bis 25 % höher als das DRM-Multiplexsignal und kann über schmalbandige Übertragungswege, beispielsweise über UDP/IP, serielle Leitungen, Satelliten, WAN, LAN und ISDN an einen oder mehrere DRM-Modulatoren (z. B. in Gleichwellennetzen) zugeführt werden.

### OFDM-Systemparameter
In DRM können unterschiedliche Werte der HF-Bandbreite und der weiteren OFDM-Parameter, der QAM-Modulation des Multiplex-Basisbands, der Fehlerschutzklassen und des Time-Interleavings eingestellt werden. Diese vielfältigen Werte werden in fünf OFDM-Modi A-E unterteilt, wobei die Modi A bis D für die Übertragung bis 30 MHz (DRM30) und der Mode E für die Übertragung ab 30 MHz  (DRM+) definiert sind.
Innerhalb der OFDM-Modi gibt es verschiedene Fehlerschutzklassen, durch die die typischen Ausbreitungseffekte wie Fading, selektives Fading, Atmosphärenstörungen sowie Störungen durch benachbarte Sender kompensiert werden. Aufgrund der begrenzten Datenrate müssen im Falle kritischer Ausbreitungsbedingungen u. U. Kompromisse zwischen einem höheren Fehlerschutz für eine gute Empfangssicherheit und der damit einhergehenden geringeren Nettobitrate für die Audio- und Datendienste-Übertragung gefunden werden.
| OFDM- Mode | OFDM- Mode | MSC- QAM | Fehlerschutz                | Protection Level  | Inter- leaver | HF-Band- breite                 |
| ---------- | ---------- | -------- | --------------------------- | ----------------- | ------------- | ------------------------------- |
| A          | DRM30      | 64-QAM   | R= 0,5 / 0,6 / 0,71 / 0,78  | PL= 0 / 1 / 2 / 3 | 0,4 / 2 s     | 4,5 / 5 / 9, / 10 / 18 / 20 kHz |
| B          | DRM30      | 64-QAM   | R= 0,5 / 0,6 / 0,71 / 0,78  | PL= 0 / 1 / 2 / 3 | 0,4 / 2 s     | 4,5 / 5 / 9, / 10 / 18 / 20 kHz |
| C          | DRM30      | 16-QAM   | R= 0,5 / 0,62               | PL= 0 / 1         | 0,4 / 2 s     | 4,5 / 5 / 9, / 10 / 18 / 20 kHz |
| D          | DRM30      | 16-QAM   | R= 0,5 / 0,62               | PL= 0 / 1         | 0,4 / 2 s     | 4,5 / 5 / 9, / 10 / 18 / 20 kHz |
| E          | DRM+       | 16-QAM   | R= 0,33 / 0,41 / 0,5 / 0,62 | PL= 0 / 1 / 2 / 3 | 0,6 s         | 100 kHz                         |
| E          | DRM+       | 04-QAM   | R= 0,25 / 0,33 / 0,4 / 0,5  | PL= 0 / 1 / 2 / 3 | 0,6 s         | 100 kHz                         |

| OFDM- Mode | Unterträger- Abstand | Unterträger-Anzahl bei Bandbreite | Unterträger-Anzahl bei Bandbreite | Unterträger-Anzahl bei Bandbreite | Unterträger-Anzahl bei Bandbreite | Unterträger-Anzahl bei Bandbreite |
| OFDM- Mode | Unterträger- Abstand | 9 kHz                             | 10 kHz                            | 18 kHz                            | 20 kHz                            | 100 kHz                           |
| ---------- | -------------------- | --------------------------------- | --------------------------------- | --------------------------------- | --------------------------------- | --------------------------------- |
| A          | 0412/3 Hz            | 204                               | 228                               | 412                               | 460                               |                                   |
| B          | 0467/8 Hz            | 182                               | 206                               | 366                               | 410                               |                                   |
| C          | 0682/11 Hz           |                                   | 138                               |                                   | 280                               |                                   |
| D          | 1071/7 Hz            | 088                               | 178                               |                                   |                                   |                                   |
| E          | 4444/9 Hz            |                                   |                                   |                                   |                                   | 212                               |

| OFDM- Mode | Dauer     | Dauer              | Dauer    |
| OFDM- Mode | Symbol Tu | Guard Intervall Tg | Summe Ts |
| ---------- | --------- | ------------------ | -------- |
| A          | 24 ms     | 2/3 ms             | 262/3 ms |
| B          | 211/3 ms  | 51/3 ms            | 262/3 ms |
| C          | 142/3 ms  | 51/3 ms            | 20 ms    |
| D          | 91/3 ms   | 71/3 ms            | 162/3 ms |
| E          | 2,25 ms   | 0,25 ms            | 2,5 ms   |

Mode A ist hauptsächlich für lokale Sendungen auf der Lang- und Mittelwelle vorgesehen, bei denen die Übertragung durch die Bodenwelle überwiegt und es daher kaum Fading gibt. Unter bestimmten Voraussetzungen wird der Mode A (bei Nutzung von 16-QAM) auch für Kurzwellenübertragungen eingesetzt, um die Datenrate und damit die Tonqualität zu verbessern.
Mode B wird vor allem bei Kurzwellen-Übertragungen mit nur einer Reflexion an der Ionosphäre (sogenannter „single hop“) eingesetzt. Der Mode B wird auch nachts im Lang- und Mittelwellenbereich eingesetzt, da dann in diesen Bändern die Raumwelle an der Wellenausbreitung beteiligt ist.
Mode C kann für Kurzwellensendungen über lange Distanzen hinweg verwendet werden. Da bei diesen Entfernungen die Wellen mehrfach zwischen Ionosphäre und Erde hin und her reflektiert werden (sogenannter „multi hop“), kommt es hier verstärkt zur Überlagerung von Wellen mit verschiedenen Laufzeiten und somit zu Signalverstärkungen und Signalauslöschungen. In der Regel wird zur Überseeversorgung dennoch der Mode B benutzt, da er eine höhere Datenrate bietet.
Mode D ist der störungsunempfindlichste Übertragungsmodus und wird hauptsächlich für NVIS-Übertragungen (Near Vertical Incidence Skywave) verwendet. Diese Sendeart kann in tropischen Regionen verwendet werden. Da hier die Wellen nahezu senkrecht nach oben abgestrahlt werden, kommt es neben den bereits genannten Fading-Effekten, bedingt durch die nicht konstante Höhe der über dem Boden reflektierenden Luftschichten, zusätzlich zu Doppler-Verschiebungen.
Mode E ist der alleinige Übertragungsmodus für die VHF-Bänder zwischen 30 MHz und 300 MHz mit einer Bandbreite von 100 kHz, womit DRM+ konform mit dem Raster von 100 kHz im UKW-Band eingeplant werden kann. Berücksichtigt ist auch die Sicherstellung des mobilen Empfangs bei hohen Fahrgeschwindigkeiten.
In der folgenden Tabelle sind die typischen Netto-Bitraten in den jeweiligen OFDM-Modi und Schutzklassen bei der Verwendung von EEP (equal error protection) für die Angebote angegeben.
| OFDM- Mode | MSC- Modu- lation | Fehler- schutz | nutzbare Nettodatenrate (kbps) bei HF-Bandbreite | nutzbare Nettodatenrate (kbps) bei HF-Bandbreite | nutzbare Nettodatenrate (kbps) bei HF-Bandbreite | nutzbare Nettodatenrate (kbps) bei HF-Bandbreite | nutzbare Nettodatenrate (kbps) bei HF-Bandbreite | nutzbare Nettodatenrate (kbps) bei HF-Bandbreite | nutzbare Nettodatenrate (kbps) bei HF-Bandbreite |
| OFDM- Mode | MSC- Modu- lation | Fehler- schutz | 4,5 kHz                                          | 5 kHz                                            | 9 kHz                                            | 10 kHz                                           | 18 kHz                                           | 20 kHz                                           | 100 kHz                                          |
| ---------- | ----------------- | -------------- | ------------------------------------------------ | ------------------------------------------------ | ------------------------------------------------ | ------------------------------------------------ | ------------------------------------------------ | ------------------------------------------------ | ------------------------------------------------ |
| A          | 64-QAM            | max.           | 14,7                                             | 16,7                                             | 30,9                                             | 34,8                                             | 64,3                                             | 72,0                                             |                                                  |
| A          | 64-QAM            | min.           | 9,7                                              | 10,6                                             | 19,7                                             | 22,1                                             | 40,9                                             | 45,8                                             |                                                  |
| A          | 16-QAM            | max.           | 7,8                                              | 8,8                                              | 16,4                                             | 18,4                                             | 34,1                                             | 38,2                                             |                                                  |
| A          | 16-QAM            | min.           | 6,3                                              | 7,1                                              | 13,1                                             | 14,8                                             | 27,3                                             | 30,5                                             |                                                  |
| B          | 64-QAM            | max.           | 11,3                                             | 13,0                                             | 24,1                                             | 27,4                                             | 49,9                                             | 56,1                                             |                                                  |
| B          | 64-QAM            | min.           | 7,2                                              | 8,3                                              | 15,3                                             | 17,5                                             | 31,8                                             | 35,8                                             |                                                  |
| B          | 16-QAM            | max.           | 6,0                                              | 6,9                                              | 12,8                                             | 14,6                                             | 26,5                                             | 29,8                                             |                                                  |
| B          | 16-QAM            | min.           | 4,8                                              | 5,5                                              | 10,2                                             | 11,6                                             | 21,2                                             | 23,8                                             |                                                  |
| C          | 64-QAM            | max.           |                                                  |                                                  |                                                  | 21,6                                             |                                                  | 45,5                                             |                                                  |
| C          | 64-QAM            | min.           | 13,8                                             | 28,9                                             |                                                  |                                                  |                                                  |                                                  |                                                  |
| C          | 16-QAM            | max.           | 11,5                                             | 24,1                                             |                                                  |                                                  |                                                  |                                                  |                                                  |
| C          | 16-QAM            | min.           | 9,2                                              | 19,3                                             |                                                  |                                                  |                                                  |                                                  |                                                  |
| D          | 64-QAM            | max.           | 14,4                                             | 30,6                                             |                                                  |                                                  |                                                  |                                                  |                                                  |
| D          | 64-QAM            | min.           | 9,1                                              | 19,5                                             |                                                  |                                                  |                                                  |                                                  |                                                  |
| D          | 16-QAM            | max.           | 7,6                                              | 16,2                                             |                                                  |                                                  |                                                  |                                                  |                                                  |
| D          | 16-QAM            | min.           | 6,1                                              | 13,0                                             |                                                  |                                                  |                                                  |                                                  |                                                  |
| E          | 16-QAM            | max.           |                                                  |                                                  |                                                  |                                                  |                                                  |                                                  | 186,3                                            |
| E          | 16-QAM            | min.           | 99,4                                             |                                                  |                                                  |                                                  |                                                  |                                                  |                                                  |
| E          | 04-QAM            | max.           | 74,5                                             |                                                  |                                                  |                                                  |                                                  |                                                  |                                                  |
| E          | 04-QAM            | min.           | 37,2                                             |                                                  |                                                  |                                                  |                                                  |                                                  |                                                  |

### Feldstärkewerte für die Netz- und Versorgungsplanung
Wichtiger Parameter zur Feststellung, ob an einem bestimmten Ort ein Rundfunksystem empfangen werden kann, ist die Mindest-Nutzfeldstärke.
Für DRM wurde festgelegt, dass das Kriterium für die Mindestnutzfeldstärke eine Bitfehlerrate von kleiner als 10−4 im DRM-Decoder des Empfängers ist.

#### DRM30
Für DRM30 sind die Werte für die Mindest-Nutzfeldstärken in der ITU-R BS.1615-1 (05/2011) „Planning parameters“ for digital sound broadcasting at frequencies below 30 MHz festgelegt.
| Frequenzband | Bodenwelle                            | Raumwelle                             | Robustness- Mode | HF- Band- breite | Mindest-Nutzfeldstärke (dB μV/m) | Mindest-Nutzfeldstärke (dB μV/m) | Mindest-Nutzfeldstärke (dB μV/m) | Mindest-Nutzfeldstärke (dB μV/m) | Mindest-Nutzfeldstärke (dB μV/m) | Mindest-Nutzfeldstärke (dB μV/m) |
| Frequenzband | Bodenwelle                            | Raumwelle                             | Robustness- Mode | HF- Band- breite | 16-QAM                           | 16-QAM                           | 64-QAM                           | 64-QAM                           | 64-QAM                           | 64-QAM                           |
| Frequenzband | Bodenwelle                            | Raumwelle                             | Robustness- Mode | HF- Band- breite | bei Fehlerschutz (R)             | bei Fehlerschutz (R)             | bei Fehlerschutz (R)             | bei Fehlerschutz (R)             | bei Fehlerschutz (R)             | bei Fehlerschutz (R)             |
| Frequenzband | Bodenwelle                            | Raumwelle                             | Robustness- Mode | HF- Band- breite | 0,5                              | 0,62                             | 0,5                              | 0,6                              | 0,71                             | 0,78                             |
| ------------ | ------------------------------------- | ------------------------------------- | ---------------- | ---------------- | -------------------------------- | -------------------------------- | -------------------------------- | -------------------------------- | -------------------------------- | -------------------------------- |
| Langwelle    | Grünes Häkchensymbol für ja           | Rotes X oder Kreuzchensymbol für nein | A                | 4,5 kHz          | 39,3                             | 41,4                             | 44,8                             | 46,3                             | 48,0                             | 49,7                             |
| Langwelle    | Grünes Häkchensymbol für ja           | Rotes X oder Kreuzchensymbol für nein | A                | 9 kHz            | 39,1                             | 41,2                             | 44,6                             | 45,8                             | 47,6                             | 49,2                             |
| Mittelwelle  | Grünes Häkchensymbol für ja           | Rotes X oder Kreuzchensymbol für nein | A                | 4,5/5 kHz        | 33,3                             | 35,4                             | 38,8                             | 40,3                             | 42,0                             | 43,7                             |
| Mittelwelle  | Grünes Häkchensymbol für ja           | Rotes X oder Kreuzchensymbol für nein | A                | 9/10 kHz         | 33,1                             | 35,2                             | 38,6                             | 39,8                             | 41,6                             | 43,2                             |
| Mittelwelle  | Grünes Häkchensymbol für ja           | Grünes Häkchensymbol für ja           | A                | 4,5/5 kHz        | 34,3                             | 37,2                             | 39,7                             | 41,1                             | 44,2                             | 47,4                             |
| Mittelwelle  | Grünes Häkchensymbol für ja           | Grünes Häkchensymbol für ja           | A                | 9/10 kHz         | 33,9                             | 37,0                             | 39,4                             | 40,8                             | 43,7                             | 46,5                             |
| Kurzwelle    | Rotes X oder Kreuzchensymbol für nein | Grünes Häkchensymbol für ja           | B                | 5 kHz            | 19,2–22,8                        | 22,5–28,3                        | 25,1–28,3                        | 27,7–30,4                        |                                  |                                  |
| Kurzwelle    | Rotes X oder Kreuzchensymbol für nein | Grünes Häkchensymbol für ja           | B                | 10 kHz           | 19,1–22,5                        | 22,2–25,3                        | 24,6–27,8                        | 27,2–29,9                        |                                  |                                  |

Radiogeräte sind zusätzlichen Störeinflüssen in unterschiedlichen Empfangsbedingungen in ländlicher, außerstädtischer und städtischer Umgebung ausgesetzt. Eine besondere Bedeutung haben dabei die Störungen durch elektrische Anlagen (man-made-noise), sodass die erforderliche Empfangsfeldstärke bis zu 40 dB höher sein kann als die angegebenen Mindestnutzfeldstärken.

#### DRM+
Für DRM+ sind in der ITU-R BS.1660-7 (10/2015) Technical basis for planning of terrestrial digital sound broadcasting in the VHF band sechs Empfangssituationen definiert, für die die in der Tabelle angegebenen Mindestnutzfeldstärken festgelegt sind:
- Fixed reception (FX): Stationärer Empfang mit einer festen Empfangsantenne in 10 m Höhe mit einer Ortswahrscheinlichkeit von 70 %
- Portable indoor reception (PI): Empfang im Haus mit einem an der Steckdose verbundenen Radio mit einer Ortswahrscheinlichkeit von 95 %
- Portable indoor reception handheld (PI-H): Empfang im Haus mit einem einfachen Radio mit integrierter Antenne mit einer Ortswahrscheinlichkeit von 95 %
- Portable outdoor reception (PO): Empfang außer Haus mit einem portablen, batteriebetriebenen Radio mit einer Ortswahrscheinlichkeit von 95 %
- Portable outdoor reception handheld (PO-H): Empfang außer Haus mit einem einfachen Radio mit integrierter Antenne mit einer Ortswahrscheinlichkeit von 95 %
- Mobile reception (MO): Empfang in Fahrzeugen, auch bei hohen Geschwindigkeiten, mit einer Ortswahrscheinlichkeit von 99 %

| Frequenzbereich (Mittenfrequenz) | Modu- lations- art | Fehler- schutz | Mindest-Nutzfeldstärke (dB μV/m) bei Empfangssituation ... | Mindest-Nutzfeldstärke (dB μV/m) bei Empfangssituation ... | Mindest-Nutzfeldstärke (dB μV/m) bei Empfangssituation ... | Mindest-Nutzfeldstärke (dB μV/m) bei Empfangssituation ... | Mindest-Nutzfeldstärke (dB μV/m) bei Empfangssituation ... | Mindest-Nutzfeldstärke (dB μV/m) bei Empfangssituation ... |
| Frequenzbereich (Mittenfrequenz) | Modu- lations- art | Fehler- schutz | FX                                                         | PI                                                         | PI-H                                                       | PO                                                         | PO-H                                                       | MO                                                         |
| -------------------------------- | ------------------ | -------------- | ---------------------------------------------------------- | ---------------------------------------------------------- | ---------------------------------------------------------- | ---------------------------------------------------------- | ---------------------------------------------------------- | ---------------------------------------------------------- |
| VHF-Band I 0(65 MHz)             | 04-QAM             | R=1/3          | 18,15                                                      | 48,91                                                      | 58,06                                                      | 39,71                                                      | 48,26                                                      | 41,11                                                      |
| VHF-Band I 0(65 MHz)             | 16-QAM             | R=1/2          | 24,75                                                      | 57,01                                                      | 66,16                                                      | 47,81                                                      | 56,36                                                      | 48,41                                                      |
| VHF-Band II (100 MHz)            | 04-QAM             | R=1/3          | 17,32                                                      | 50,92                                                      | 61,37                                                      | 40,74                                                      | 50,66                                                      | 42,27                                                      |
| VHF-Band II (100 MHz)            | 16-QAM             | R=1/2          | 23,92                                                      | 59,02                                                      | 69,47                                                      | 48,84                                                      | 58,76                                                      | 49,57                                                      |
| VHF-Band III (200 MHz)           | 04-QAM             | R=1/3          | 17,26                                                      | 52,52                                                      | 63,89                                                      | 42,38                                                      | 53,30                                                      | 44,13                                                      |
| VHF-Band III (200 MHz)           | 16-QAM             | R=1/2          | 23,86                                                      | 60,62                                                      | 71,99                                                      | 50,48                                                      | 61,40                                                      | 51,43                                                      |

Die angegebenen Mindestnutzfeldstärken beziehen sich auf eine rauschbegrenzte Empfangssituation (einschließlich Man-made-noise) ohne Berücksichtigung des Einflusses von zusätzlichen Interferenzeinflüssen durch andere Funkdienste, die im gleichen oder benachbarten Funkkanal betrieben werden. Diese Störungen durch andere Rundfunkdienste auf den Empfang von DRM+ werden über die „Protection Ratio“ (Schutzabstand: systemabhängiger Störabstand C/I zwischen zwei Funkdiensten) definiert. Dabei wird unterschieden, ob DRM+ ein anderes Rundfunksystem stört oder ob ein anderes System DRM+ stört. Die Störabstände für DRM+ sind in der ITU-R BS.1660-7 (10/2015) Technical basis for planning of terrestrial digital sound broadcasting in the VHF band festgelegt.

## Signalübertragung
DRM wird als eigenständiges digitales Rundfunksignal für die terrestrische Verbreitung abgestrahlt. Wie im heutigen FM- und AM-Rundfunk, ist dabei, anders als in multiplexbezogenen Ansätzen, ein einzelner Rundfunkbetreiber für jedes Rundfunksignal vorgesehen.
Je nach Versorgungsaufgabe können Sendernetze mit Sendern genutzt werden, die auf verschiedenen Frequenzen verschiedene Programme verbreiten (MFN, Multi Frequency Networks) oder die auf einer Frequenz große Versorgungsgebiete mit gleichen Programmen von mehreren Senderstandorten aus versorgen (SFN, Single Frequency Networks).
Für die Übergangsphase von der analogen bis zur ausschließlichen digitalen Rundfunkverbreitung stehen außerdem verschiedene Varianten der Simulcastübertragung zur Verfügung.

### Gleichwellennetze
Durch die Verwendung von OFDM mit einem Guardintervall kann DRM frequenzeffizient in Gleichwellennetzen (Single Frequency Network – SFN) verbreitet werden. Diese Betriebsart wird in allen Rundfunkbändern und Betriebsarten unterstützt.

### Simulcastbetrieb
Für DRM sind mehrere Formen der Abstrahlung zusammen mit analogen Signalen machbar (Simulcast), um in einer Übergangsphase zum zukünftigen ausschließlichen digitalen Rundfunkbetrieb einen AM-/FM-Empfang weiterhin zu gewährleisten.
Die einfachste Simulcast-Variante ist, einen Sender abwechselnd zwischen einer DRM- und einer Analog-Ausstrahlung umzuschalten (temporärer Simulcast).
Eine anspruchsvollere Form des Simulcast ist die Ausstrahlung kombinierter DRM/AM- bzw. DRM/FM-Signale im Mittelwellen- bzw. UKW-Bereich, die vorhandene, analoge Empfänger unterstützt und gleichzeitig modernen DRM-fähigen Empfängern bessere Qualität, Zusatzdienste und mehr Programmvielfalt bietet.

#### Adjacent-Channel Simulcast im MW-Bereich

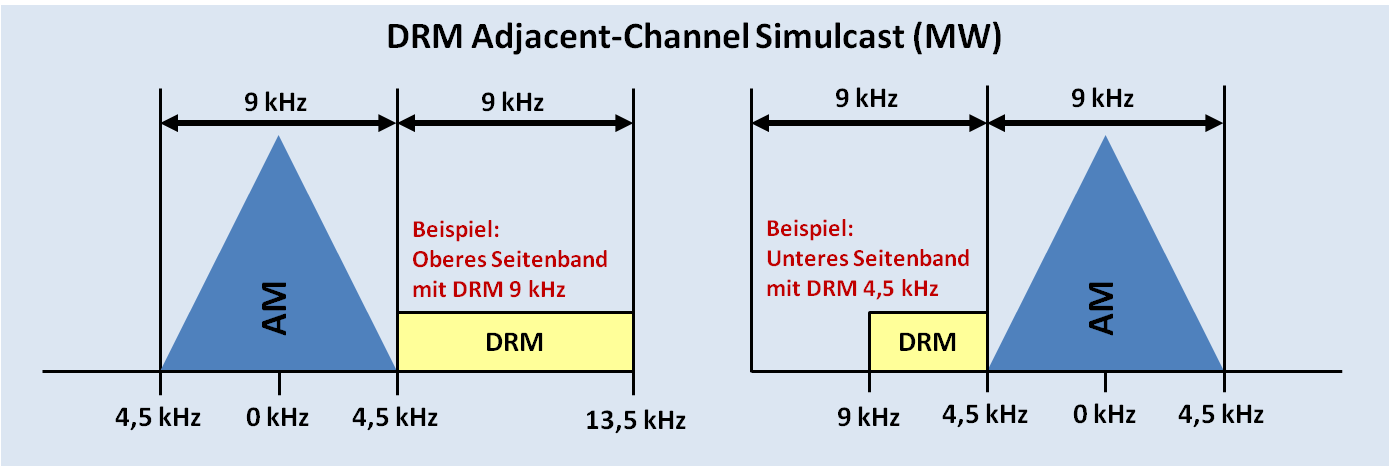
DRM Adjacent-Channel-Simulcast (MW)

Im Mittelwellenbereich sieht der DRM-Standard vor, das DRM-Signal mit voller oder halber Kanalbandbreite neben ein vollständiges AM-Signal mit 9 oder 10 kHz Bandbreite (je nach Region) zu platzieren (Adjacent-Channel Simulcast).
DRM-fähige Mittelwellensender sind in der Lage, ein solches Simulcast-Signal direkt zu erzeugen. Die daraus resultierende erweiterte Gesamt-Bandbreite zwischen 13,5 und 20 kHz bei hoher Linearität stellt große Anforderungen an die Bandbreite und an die korrekte Konfiguration der Antenneninstallation.
Im Adjacent-Channel Simulcast-Betrieb wird ein Teil der koordinierten Strahlungsleistung des Gesamtsignals für das DRM-Signal aufgewandt, sodass der Anteil der AM-Leistung entsprechend reduziert werden muss. Damit reduziert sich der AM-Versorgungsbereich gegenüber dem reinen Analog-Betrieb des Senders. Je nach Konfiguration des DRM-Signals genügt eine Sendeleistung von 14-16 dB unter dem Analogsignal für eine vergleichbare Analog- und Digital-Abdeckung, mit entsprechend geringer Reduzierung des analogen Signal-Anteils.
In Europa kann der Adjacent-Channel Simulcast bisher nicht eingesetzt werden, da das Kanalraster 9 kHz beträgt und die zusätzliche Nebenausstrahlung des DRM-Signals wegen der Störwirkung auf benachbarte Sender unverträglich ist. In einigen asiatischen Ländern, z. B. Indien, enthalten die Mittelwellen-Frequenzzuweisungen einen Frequenzabstand von 18 kHz statt 9 kHz oder 10 kHz, sodass dort der Adjacent-Channel Simulcast großflächig genutzt werden kann.

#### Single-Channel Simulcast im MW-Bereich
Für den Mittelwellenbetrieb ist in der ETSI-Spezifikation ETSI TS 102 509 V1.1.1 ein spezieller Single Channel Simulcast (SCS) beschrieben, mit dem ein vollwertiges 9/10 kHz AM-Signal einschließlich eines DRM-Signals mit halber Bandbreite (4,5/5 kHz) in einem 9/10 kHz MW-Kanal rasterkonform übertragen werden kann. Das wird dadurch erreicht, dass das DRM-Signal unverändert in der oberen Hälfte des On-Air-Signals übertragen wird, während die untere Hälfte des Signals derart modifiziert wird, dass ein analoger AM-Empfänger bei der AM-Dekodierung der beiden Signalhälften das ursprüngliche AM-Signal vorfindet. Wegen der Umformung des AM-Signals können besonders mit älteren und einfach gebauten AM-Empfängern hörbare Artefakte auftreten.
Der SCS-Modus wurde bislang nicht eingeführt, weil durch die geringe verfügbare Kanalkapazität des DRM-Signals halber Breite keine ausreichende Audio-Qualität für das digitale Signal sichergestellt werden konnte. Dieses Problem des ursprünglichen SCS-Ansatzes ist durch die Einführung des MPEG xHE-AAC Audio-Codecs in DRM weitgehend gelöst.
Da in einigen asiatischen Ländern eine Mittelwellen-Frequenzzuweisung 18 kHz statt 9 kHz oder 10 kHz umfasst, wird der ‚Adjacent-Channel Simulcast‘ Modus dort oftmals fälschlicherweise als ‚Single Channel Simulcast‘ bezeichnet.

#### Simulcast im UKW-Bereich

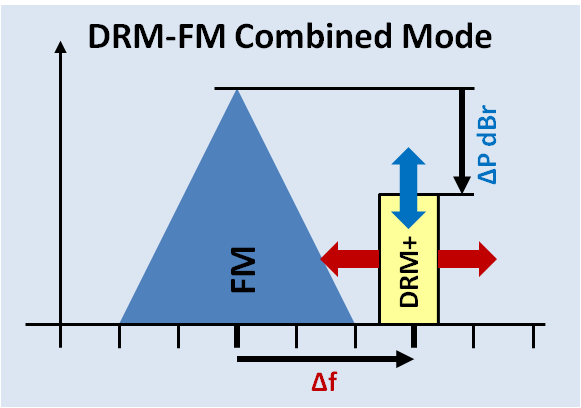
DRM-FM Combined Mode

DRM- und FM-Signale können im Simulcast-Modus gegenseitig störungsfrei mit einem variablen Frequenzabstand ab 150 kHz (Center-to-Center) und einer geringeren DRM-Leistung als das FM-Signal gleichzeitig abgestrahlt werden. DRM erzielt bei gleicher Leistung wie ein FM-Signal eine wesentlich größere Reichweite. Daher ist bereits die geringere DRM-Leistung ausreichend, um die gleiche Reichweite wie das FM-Signal zu erhalten. Da das DRM- und das FM-Signal selbständige Sendesignale sind, kann die Sendeleistung und genaue Frequenz-Positionierung des DRM-Signals flexibel an die Anforderungen des Versorgungsgebietes angepasst werden.
Das DRM-FM Simulcast-Signal kann mit einem einzigen DRM-FM-Exciter generiert werden. In dieser Funktionseinheit werden die DRM- und FM-Basisbandsignale zunächst getrennt erzeugt und dann in ein Gesamtsignal zusammengeführt, das auf die vorgesehene UKW-Frequenz umgesetzt wird. Nach einer Leistungsverstärkung wird das Signal über die Antenne abgestrahlt.
Stattdessen kann auch mit zwei autarken Sendern gearbeitet werden, wobei beide Signale über einen Combiner auf der Antennenzuleitung (Antenna Combining) zusammengeführt werden. Vorteil dieses Simulcast-Ansatzes ist, dass ein bereits vorhandener analoger FM-Sender ohne Modifikationen und in seinem kostengünstigsten Arbeitspunkt weiter betrieben werden kann, während neben dem Combiner selbst lediglich ein DRM-Sender mit geringer Leistung zu ergänzen ist.

## Inhalte

### Hörfunk/Audio
In DRM werden als Codec für Audiosignale entweder MPEG xHE-AAC oder sein Vorgänger MPEG HE-AACv2 verwendet. xHE-AAC wurde mit der Standardisierung durch MPEG und ISO dem DRM-Standard hinzugefügt und ersetzt die früheren reinen Sprach-Codecs. Er gewährleistet bereits ab einer Übertragungsrate von 6 kbit/s sowohl eine gute Sprach- als auch Musikqualität. Durch die Verwendung von xHE-AAC ist auch bei der Verbreitung über Kurz-, Mittel- und Langwelle, trotz der sehr schmalen HF-Bandbreite von 4,5 kHz aufwärts, eine wesentlich bessere Audioqualität als über den AM-Rundfunk zu erzielen.
Beispielsweise erlaubt xHE-AAC die Übertragung von Stereo-Programmen selbst in den sehr robusten Konfigurationen für die internationale Kurzwellen-Versorgung oder auch die Ausstrahlung gleich mehrerer Radioprogramme mit Zusatzdiensten in einem einzigen Mittelwellen-Kanal. Gleiches gilt im UKW-Bereich oder VHF-Band III, in dem ein einziges DRM-Signal bis zu 3 hochwertige Stereo-Hörfunkprogramme mit Zusatzdiensten übertragen kann.

### Datendienste

#### Mehrwertdienste für den Benutzer
Programm-Beschreibung: Als programmbegleitende Informationen werden in DRM die Service ID, der Programmname, der Programmtyp und die Programmsprache sowie bei internationalen Ausstrahlungen das Herkunftsland übertragen.
Textmeldungen: Ähnlich dem Radiotext bei RDS oder Dynamic Labels bei DAB können Informationen über den laufenden Titel und Interpreten, die aktuelle Sendung, Programmhinweise, Nachrichten-Ticker usw. übertragen werden (DRM Text Messages).
Journaline: Der für DRM und DAB entwickelte textbasierte Nachrichtendienst NewsService Journaline ermöglicht eine menübasierte Themenaufbereitung, sodass zum Beispiel aktuelle Nachrichten, Sportergebnisse, Informationen zum Sender bzw. Programm oder regionale Verkehrsinformationen gezielt abgerufen werden können. Der Dienst ist darauf optimiert, auch auf einfachen Radiogeräten oder in Autoradios decodiert genutzt werden zu können.
Service- und Programminformation (SPI) (vormals: Elektronischer Programmführer, EPG): Ähnlich wie bei DVB und DAB kann über DRM SPI angeboten werden.
Slideshows: PNG- oder JPG-Grafiken können als Slideshows übertragen werden, die von DRM-Radios mit einem Grafikdisplay und ausreichendem Speicher dargestellt werden. Ähnlich wie bei Text Messages wird das Update-Intervall der Bilder vom Rundfunkveranstalter vorgegeben.

#### Erweiterte Signalisierungsmöglichkeiten
Uhrzeit/Datum: Über DRM wird die aktuelle Uhrzeit mit Datum übertragen, einschließlich des lokalen Zeit-Offsets für regionale und lokale DRM-Ausstrahlungen.
Automatic Frequency Switching (AFS): Über DRM werden in Mehrfrequenz-Sendernetzen die Frequenzinformationen aller Sender übertragen, die in diesem Sendernetz für eine Versorgung zuständig sind (ähnlich wie über RDS im UKW-Hörfunk). Dies ermöglicht eine automatische Umschaltung des Empfängers auf die am besten zu empfangende DRM-Frequenz. Zusätzlich zu den Informationen des eigenen DRM-Netzes können alternative Frequenzen von AM-, FM- und DAB-Netzen übermittelt werden, damit der Empfänger auf diese Empfangsmöglichkeit eines Programms umschalten und wieder auf den DRM-Empfang zurückschalten kann. Für analoge LW-/MW-/KW-Sender kann das sogenannte AM-Signalisierungssystem (AMSS) als digitaler Zusatzkanal für den AM-Hörfunk für diese und weitere Funktionen genutzt werden.
Verkehrsinformationen (TPEG / TMC): Der Traffic Message Channel (TMC) zur Übertragung von Verkehrsinformationen wurde ursprünglich für RDS im UKW-Hörfunk konzipiert und kann über DRM ausgestrahlt werden. Der modernere und in seiner Funktionalität deutlich umfangreichere Nachfolger von TMC-TPEG, das Verfahren der Transport Protocol Experts Group – arbeitet ebenfalls über DRM.
Emergency Warning Functionality (EWF): Mithilfe der EWF können über DRM Katastrophen- und Alarmmeldungen signalisiert und auf diese Weise schnell und zuverlässig eine möglichst große Hörerschaft im betroffenen Gebiet erreicht werden. Falls ein Hörer gerade ein anderes Programm hört, schaltet ein DRM-Radio automatisch auf das Programm mit den Warnmeldungen um. Je nach Hersteller können sich DRM-Radios im Alarmierungsfall auch selbständig aus dem Standby-Modus einschalten. Aus technischer Sicht ist EWF keine eigenständige Datendienste-Spezifikation, sondern die Kombination der Standard-DRM-Funktionen Audio, Journaline (für die Bereitstellung mehrsprachiger und detaillierter Instruktionen auf Abruf sowie die Information hörgeschädigter Nutzer), Alarm-Announcement sowie AFS-Signalisierung.
Die in DRM unterstützten Datendienste und Zusatzfunktionen (wie EWF) sind identisch mit denen des DAB-Standards, was eine aufwandsarme Implementierung von Mehrstandard-Empfängern ermöglicht.

## Empfänger-Spezifikation
Das DRM-Konsortium hat zwei Empfängerprofile entwickelt, um der Empfängerindustrie einen Anhalt über die zu implementierenden Funktionalitäten zu geben.
- Receiver Profile 1 – Standard Radio-Receiver: In diesem Profil wird ein Empfänger mit alpha-numerischem Display definiert, mit dem die AM-Rundfunkbereiche und das UKW-Band empfangen werden und grundlegende DRM-Funktionen einschließlich der textbasierten Informationsdienste angeboten werden sollen.
- Receiver Profile 2 – Rich Media Radio-Receiver: In diesem Profil wird ein Empfänger mit einem Farbdisplay von mindestens 320 × 240 Pixel definiert, wobei zusätzlich zum Profil 1 Slideshows, Journaline und EPG dargestellt werden müssen.

## Normierung und Standardisierung

### ETSI
Die technischen Spezifikationen für DRM wurden vom European Telecommunications Standards Institute (ETSI) veröffentlicht.
Die wesentlichen Standards sind:
- ETSI ES 201 980 V4.1.1 (2014-01): Digital Radio Mondiale (DRM); System Specification[17]
- ETSI TS 102 821 V1.4.1 (2012-10): Digital Radio Mondiale (DRM); Distribution and Communications Protocol (DCP)[18]
- ETSI TS 102 358 V1.1.1 (2005-01): Digital Radio Mondiale (DRM); Specific Restrictions for the use of the Distribution and Communication Protocol (DCP)[11]
- ETSI TS 102 820 V3.1.1 (2010-12): Digital Radio Mondiale (DRM); Multiplex Distribution Interface (MDI)[10]
- ETSI TS 102 349 V4.2.1 (2016-03): Digital Radio Mondiale (DRM); Receiver Status and Control Interface (RSCI)[19]
- ETSI TS 102 386 V1.2.1 (2006-03): Digital Radio Mondiale (DRM); AM signalling system (AMSS)[20]
- ETSI TS 101 968 V1.3.1 (2009-04): Digital Radio Mondiale (DRM); Data applications directory[21]
- ETSI TS 102 509 V1.1.1 (2006-05): Digital Radio Mondiale (DRM); Single Channel Simulcast (SCS)[14]
- ETSI TS 102 668 V1.1.1 (2009-04): Digital Radio Mondiale (DRM); DRM-TMC (Traffic Message Channel)[22]
- ETSI EN 302 245-1 V1.1.1 (2005-01): Electromagnetic compatibility and Radio spectrum Matters (ERM); Transmitting equipment for the Digital Radio Mondiale (DRM) broadcasting service Part 1: Technical characteristics and test methods[23]
- ETSI EN 302 245-2 V1.1.1 (2005-01): Electromagnetic compatibility and Radio spectrum Matters (ERM); Transmitting equipment for the Digital Radio Mondiale (DRM) broadcasting service Part 2: Harmonized EN under article 3.2 of the R&TTE Directive[24]
- ETSI EN 301 234 V2.1.1 (2006-05): Digital Audio Broadcasting (DAB); Multimedia Object Transfer (MOT) protocol[25]
- ETSI TS 102 979 V1.1.1 (2008-06): Digital Audio Broadcasting (DAB); Journaline; User application specification[26]
- ETSI TS 102 818 V3.1.1 (2015-01): Hybrid Digital Radio (DAB, DRM, RadioDNS); XML Specification for Service and Programme Information (SPI)[15]
- ETSI TS 102 371 V3.1.1 (2015-01): Digital Audio Broadcasting (DAB); Digital Radio Mondiale (DRM); Transportation and Binary Encoding Specification for Service and Programme Information (SPI)[27]

### ITU
Jede Funkanwendung und jedes Übertragungssystem muss auf internationaler Ebene von der International Telecommunication Union (ITU) genehmigt werden. Die Spezifikationen werden in den sogenannten Recommendations (Empfehlungen) der ITU veröffentlicht.
Folgende ITU-Recommendations sind für DRM relevant:
Für DRM30:
- ITU-R BS.1514-2 (03/2011) System for digital sound broadcasting in the broadcasting bands below 30 MHz[28]
- ITU-R BS.1615-1 (05/2011) “Planning parameters” for digital sound broadcasting at frequencies below 30 MHz[12]

Für DRM+:
- ITU-R BS.1114-9 (06/2015) Systems for terrestrial digital sound broadcasting to vehicular, portable and fixed receivers in the frequency range 30–3000 MHz[29]
- ITU-R BS.1660-7 (10/2015) Technical basis for planning of terrestrial digital sound broadcasting in the VHF band[13]
- Report ITU-R BS.2214-1 (07/2015) Planning parameters for terrestrial digital sound broadcasting systems in VHF bands[30]

Für DRM insgesamt:
- ITU-R BS.1894 (05/2011) Digital radio broadcast service, captioned radio[31]
- ITU-Report BT.2299-1 (07/2015) Broadcasting for public warning, disaster mitigation and relief[32]

### ECC
Innerhalb der Electronic Communications Committee (ECC) der CEPT wurden im April 2012 zwei Berichte verabschiedet, die sich mit der Nutzung von digitalen Hörfunksystemen in Europa beschäftigen:
ECC-Report 177 Possibilities for Future Terrestrial Delivery of Audio Broadcasting Services, mit Aussagen zur künftigen terrestrischen Verbreitung von Hörfunk, in dem die Verwendung von DRM (DRM30 und DRM+ bis zum VHF-Band III) beschrieben ist.
Technischer Anhang zum ECC-Report 141 Future Possibilities for the Digitalisation of Band II (87.5–108 MHz), in dem die für den Einsatz im UKW-Band vorgeschlagenen digitalen Hörfunk-Systeme mit ihren technischen Eigenarten beschrieben werden. Dabei handelt es sich um DRM (offenes europäisches System im Mode E, DRM+), HD Radio (US-amerikanisches System) und RAVIS (russisches System). Im Wesentlichen werden die Fragen der Verträglichkeit dieser Systeme mit dem bestehenden analogen FM-Hörfunk und dessen Schutz behandelt.